# La Belle et le Hautbois d'Armand
Cet article possède un paronyme, voir La Belle au bois dormant (homonymie).
 (décembre 2024).
La Belle et le Hautbois d'Armand est un roman humoristique de l'écrivain québécois François Magin publié en 2007.

## Résumé
Armand est un musicien (hautbois) à ses heures et un romancier à succès de profession. Il souffre du mal de vivre et projette de mettre fin à ses jours. Le suicide inexpliqué de sa mère lorsqu’il était enfant et qui le culpabilise y est pour quelque chose.
Nathalie (la Belle) est une actrice de films pornographiques. Lors d’un rendez-vous galant avec un de ses admirateurs (rendez-vous qu’elle assimile à un service après-vente!), elle a eu la maladresse de se moquer du petit appareil de son client, un riche banquier zurichois.
Pour se venger, le banquier a conclu un contrat avec la mafia russe pour faire tuer Nathalie. Deux mafieux russes enlèvent Nathalie et la conduisent dans un château où ils se proposent de profiter d’elle avant de l’éliminer.
C’est sans compter que Nathalie est une championne d’arts martiaux ; elle neutralise facilement les deux malfaiteurs avant de s’évader. Dans sa fuite, elle se réfugie dans une maison isolée aux environs du château. C’est la maison d’Armand à qui elle raconte son aventure. Armand tombe amoureux de Nathalie et veut l’aider.
Pour sauver Nathalie, il faut faire annuler le contrat du banquier avec la mafia russe. Armand demande l’aide de sa tante qui était l’épouse d’un banquier suisse. La tante connaît le banquier zurichois et explique à Armand et Nathalie qu’ils peuvent le neutraliser en le menaçant de révéler ses aventures à sa riche épouse qui est très jalouse.
La tante révèle aussi à Armand que sa mère était amoureuse du père de Nathalie et qu’elle envisageait de refaire sa vie avec lui. Elle s’est suicidée par désespoir après que son amoureux se soit tué dans un accident d’automobile.
Armand abandonne ses idées suicidaires et épouse Nathalie. Ils vécurent heureux et eurent… au moins un enfant.